# 13178 Catalan
13178 Catalan eller 1996 HF18 är en asteroid i huvudbältet som upptäcktes den 18 april 1996 av den belgiske astronomen Eric W. Elst vid La Silla-observatoriet. Den är uppkallad efter den belgiske matematikern Eugène Charles Catalan.